# Valeriana jatamansi
Valeriana jatamansi là một loài thực vật có hoa trong họ Kim ngân. Loài này được Jones miêu tả khoa học đầu tiên năm 1790.

## Hình ảnh

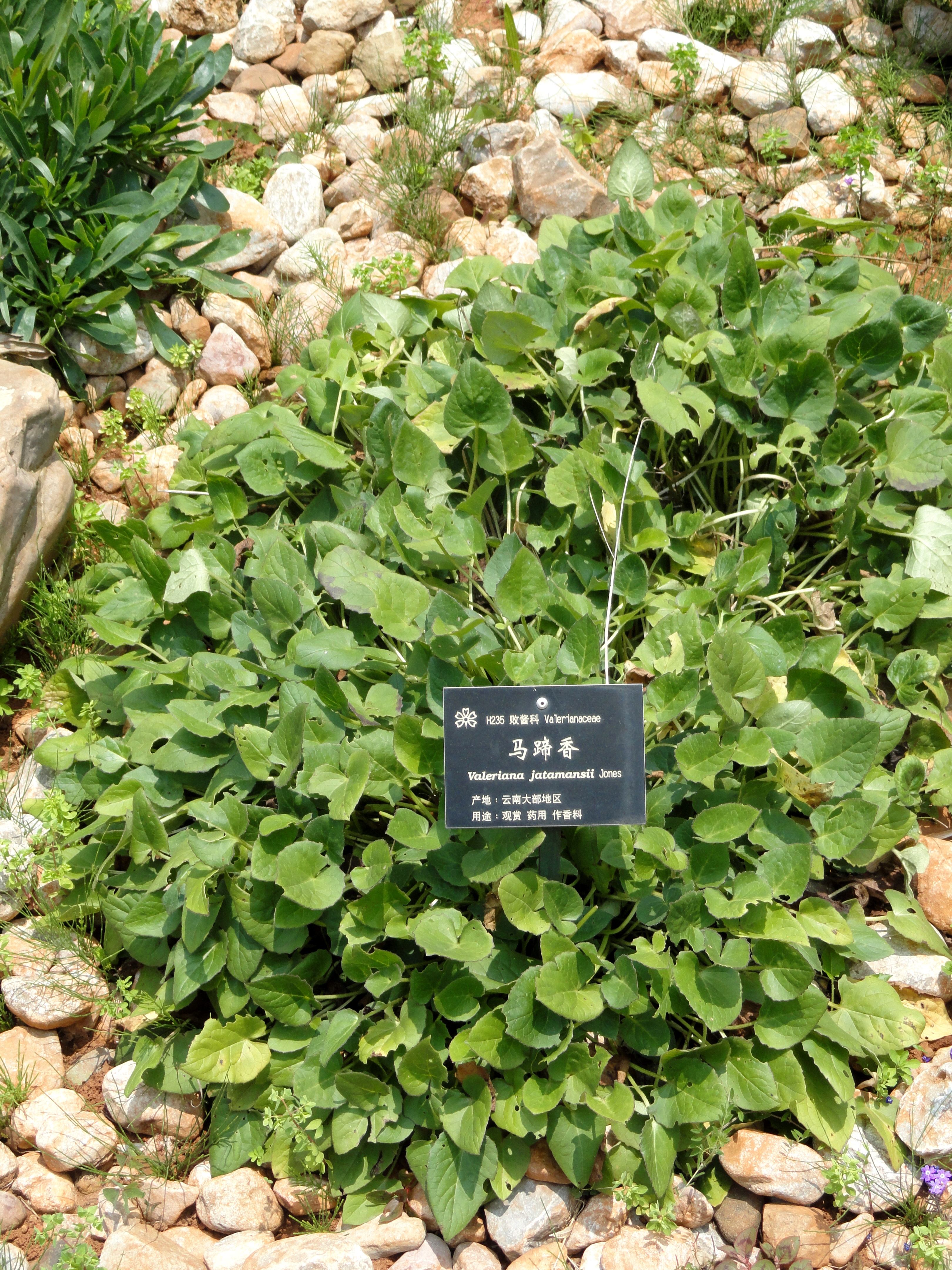